# Nomioides modestus
Nomioides modestus là một loài Hymenoptera trong họ Halictidae. Loài này được Pesenko mô tả khoa học năm 1977.